# Guiri
El mot guiri és una connotació despectiva referent als turistes estrangers. És un terme emprat principalment a Espanya. Aquest terme es refereix principalment per als turistes provinents del nord d'Europa, però també als del nord d'Europa central i Oriental, o simplement a qualsevol persona estrangera de pell molt blanca i/o cabells rossos. En alguns països d'Amèrica Llatina, un sinònim de guiri és gringo.
La paraula té el seu origen en el qualificatiu èuscar giristino (AFI: [giɾisˈtino]), que significa cristí, el nom amb què es designaven els partidaris de la regent Maria Cristina en les Guerres Carlines del segle XIX.